# Frogstomp
Albums de Silverchair
Freak Show
(1997)
Singles
1. Tomorrow
Sortie : 16 septembre 1994
2. Pure Massacre
Sortie : 16 janvier 1995
3. Israel's Son
Sortie : avril 1995
4. Shade
Sortie : 29 mai 1995
5. Findaway
Sortie : 1995

Frogstomp est le premier album du groupe de rock australien Silverchair. Il est sorti le 27 mars 1995 sur le label Murmur.

## Historique
Cet album fut enregistré alors que les membres du groupe étaient âgés que de quinze ans. L'enregistrement se déroula dans les studios Festival à Sydney du 27 décembre 1994 au 17 janvier 1995 et l'album fut produit par Kevin Shirley.
Il eut un succès immédiat, atteignant rapidement la première place des charts australiens. Mais il eut aussi du succès en Amérique du Nord, neuvième place du Billboard 200 aux États-Unis et onzième place des RPM charts au Canada.
L'album étant influencé par le courant grunge qui a marqué leur adolescence, les membres ont pris la décision de ne pas jouer la plupart des chansons de l'album désormais, préférant privilégier les compositions que Daniel Johns écrira pour les albums suivants.

## Liste des titres
- Tous les titres sont signés par Daniel Johns et Ben Gillies sauf indications.

| 1.  | Israel's Son   | Johns | 5:18 |
| 2.  | Tomorrow       |       | 4:26 |
| 3.  | Faultline      |       | 4:19 |
| 4.  | Pure Massacre  |       | 4:58 |
| 5.  | Shade          |       | 4:01 |
| 6.  | Leave Me Out   |       | 3:03 |
| 7.  | Suicidal Dream | Johns | 3:12 |
| 8.  | Madman         | Johns | 2:43 |
| 9.  | Undecides      |       | 4:36 |
| 10. | Cicada         |       | 5:10 |
| 11. | Findaway       | Johns | 2:56 |

| 1.  | Tomorrow (single version)    | 4:26 |
| 2.  | Acid Rain (de l’Ep Tomorrow) | 3:32 |
| 3.  | Blind (de l’Ep Tomorrow)     | 4:55 |
| 4.  | Stoned (de l’Ep Tomorrow)    | 2:48 |
| 5.  | Madman (vocal version)       | 2:44 |
| 6.  | Madman                       | 3:46 |
| 7.  | Blind                        | 5:32 |
| 8.  | Tomorrow                     | 4:44 |
| 9.  | Faultline                    | 4:17 |
| 10. | Pure Massacre                | 7:24 |

## Musiciens
- Daniel Johns: chant, guitares
- Ben Gillies: batterie, percussions
- Chris Joannou: basse

## Charts et certifications

### Album
| Pays                                 | Durée du classement | Meilleur classement | Date              |
| ------------------------------------ | ------------------- | ------------------- | ----------------- |
| Allemagne (GfK Entertainment)        | 9 semaines          | 73e                 | 24 juin 2022      |
| Australie (ARIA Charts)              | 50 semaines         | 1er                 | 9 avril 1995      |
| Canada (RPM)                         | 38 semaines         | 11e                 | 11 septembre 1995 |
| États-Unis (Billboard 200)           | 48 semaines         | 9e                  | 23 septembre 1995 |
| Norvège (VG-lista)                   | 4 semaines          | 30e                 | 15 avril 1996     |
| Nouvelle-Zélande (RMNZ Albums Top40) | 19 semaines         | 2e                  | 30 avril 1995     |
| Royaume-Uni (UK Albums Chart )       | 2 semaines          | 49e                 | 23 septembre 1995 |

Certification
| Pays             | Certification | Ventes      | Date            |
| ---------------- | ------------- | ----------- | --------------- |
| Australie        | 6 × Platine   | 420 000 +   | 6 février 2017  |
| Canada           | 3 × Platine   | 300 000 +   | 10 juillet 1997 |
| États-Unis       | 2 × Platine   | 2 000 000 + | 14 février 1996 |
| Nouvelle-Zélande | Platine       | 15 000 +    | 28 mai 1995     |
| Royaume-Uni      | Argent        | 60 000 +    | 22 juillet 2013 |

### Singles
| Single        | Chart                  | Durée du classement | Position | Date              |
| ------------- | ---------------------- | ------------------- | -------- | ----------------- |
| Tomorrow      | ARIA Charts            | 28 semaines         | 1er      | 30 octobre 1994   |
| Tomorrow      | RPM Top Singles        | 15 semaines         | 26e      | 6 novembre 1995   |
| Tomorrow      | Mainstream Rock Tracks | 26 semaines         | 1er      | 23 septembre 1995 |
| Tomorrow      | Alternative Songs      | 26 semaines         | 1er      | 2 septembre 1995  |
| Tomorrow      | RMNZ Singles Top40     | 18 semaines         | 1er      | 12 février 1995   |
| Tomorrow      | UK Singles Chart       | 2 semaines          | 59e      | 9 septembre 1995  |
| Pure Massacre | ARIA Charts            | 15 semaines         | 2e       | 29 janvier 1995   |
| Pure Massacre | Mainstream Rock Tracks | 16 semaines         | 12e      | 6 janvier 1996    |
| Pure Massacre | Alternative Songs      | 12 semaines         | 17e      | 25 novembre 1995  |
| Pure Massacre | RMNZ Singles Top40     | 14 semaines         | 14e      | 12 février 1995   |
| Pure Massacre | UK Singles Chart       | 2 semaines          | 71e      | 29 juillet 1995   |
| Israel's Song | ARIA Charts            | 7 semaines          | 11e      | 30 avril 1995     |
| Israel's Song | Mainstream Rock Tracks | 1 semaine           | 39e      | 9 mars 1996       |
| Israel's Song | RMNZ Singles Top40     | 7 semaines          | 12e      | 11 juin 1995      |
| Shade         | ARIA Charts            | 6 semaines          | 28e      | 2 juillet 1995    |
| Shade         | RMNZ Singles Top40     | 1 semaine           | 47e      | 10 septembre 1995 |